# Víðir
El Víðir es un equipo de fútbol de Islandia que juega en la 3. deild karla, la cuarta división nacional.

## Historia
Fue fundado el 11 de mayo de 1936 en el municipio de Garður principalmente como equipo aficionado hasta que en 1984 logra el ascenso a la Urvalsdeild Karla por primera vez como subcampeón de la segunda división.
La mejor época del club ha sido a finales de los años 1980 e inicios de los años 1990, periodo en el cual formó parte de la Urvalsdeild Karla en cuatro temporadas, tres de ellas de manera consecutiva; siendo la temporada de 1986 su mejor participación en la que terminó en sétimo lugar.
En 1987 a pesar de haber descendido de la Urvalsdeild Karla logró llegar a la final de la Copa de Islandia que perdió 0-5 ante el Fram Reykjavík en el Laugardalsvöllur.

## Palmarés
- 1. deild karla (1): 1990
- 2. deild karla (2): 1982, 1998
- 3. deild karla (1): 2007